# Научно-исследовательский институт безопасности труда и экологии в горнорудной и металлургической промышленности
Научно-исследовательский институт безопасности труда и экологии в горнорудной и металлургической промышленности (НИИБТГ) — научно-исследовательский институт в Кривом Роге. 

## История
Приказом Минчермета СССР от 1972 года, для решения проблем вентиляции шахт, очистки рудничного воздуха от вредных примесей, шума и вибрации горного оборудования, уменьшения уровня производственного травматизма, повышения эффективности горноспасательных работ на горнорудных предприятиях, на базе «НИИРудвентиляция» был образован Всесоюзный научно-исследовательский институт безопасности труда в горнорудной промышленности (ВНИИБТГ).
Институт стал главным отраслевым научно-исследовательским институтом в системе Минчермета СССР по вопросам безопасности труда горняков.
В 1991 году, приказом Госкомитета Украины по металлургической промышленности, институт ВНИИБТГ был переименован в Украинский государственный научно-исследовательский институт безопасности труда и экологии в горнорудной и металлургической промышленности (НИИБТГ).
Постановлением Кабинета Министров Украины № 280 от 21 марта 2011 года институт передан в ведение Министерству образования и науки Украины, реорганизован присоединением к Криворожскому национальному университету с образованием его структурного подразделения.

## Характеристика
Основные направления деятельности:
- анализ производственного травматизма и профессиональной заболеваемости;
- повышение уровня безопасности труда на подземных и открытых горных работах;
- разработка горноспасательного оборудования, средств по борьбе с пылью и вредными газами при подземной и открытой разработке полезных ископаемых, подготовке металлургического сырья;
- повышение эффективности промышленной и рудничной вентиляции;
- очистка воздуха рабочих мест и промышленных выбросов от пыли и вредных газов;
- нормализации тепловых режимов шахт.

В институте действует аспирантура, издаётся сборник научных трудов.